# 阿佩爾序列
在數學中，阿佩爾序列是得名于十九世紀法國數學家保羅·埃米尔·阿佩爾（Paul Émile Appell）的一類多項式序列 {pn(x)}n = 0, 1, 2, ...。阿佩爾序列滿足以下關係：
{\displaystyle {d \over dx}p_{n}(x)=np_{n-1}(x),}
其中的 p0(x) 是非零常數。
除了一些平凡的例子如 { xn } 以外，最值得注意的阿佩爾序列是埃爾米特多項式、伯努利多項式以及歐拉多項式。所有的阿佩爾序列都是謝弗序列，但要注意的是絕大多數謝弗序列都不是阿佩爾序列。

## 等價的阿佩爾序列定義方式
最常見的阿佩爾序列的定義就是以上的
- 對所有的 n = 1, 2, 3, ...,
{\displaystyle {d \over dx}p_{n}(x)=np_{n-1}(x),}
並且 p0(x) 是一個非零常數

的關係式。此外，以下的條件也可以被驗證是與之等價的：
1. 純數數列 {cn}n = 0, 1, 2, ... 滿足 c0 ≠ 0，並且
{\displaystyle p_{n}(x)=\sum _{k=0}^{n}{n \choose k}c_{k}x^{n-k};}
2. 純數數列 {cn}n = 0, 1, 2, ... 滿足 c0 ≠ 0，並且
{\displaystyle p_{n}(x)=\left(\sum _{k=0}^{\infty }{c_{k} \over k!}D^{k}\right)x^{n},}
其中 {\displaystyle D={d \over dx};}
3. 對所有的 n = 0, 1, 2, ...,
{\displaystyle p_{n}(x+y)=\sum _{k=0}^{n}{n \choose k}p_{k}(x)y^{n-k}.}

## 遞歸公式
假設
{\displaystyle p_{n}(x)=\left(\sum _{k=0}^{\infty }{c_{k} \over k!}D^{k}\right)x^{n}=Sx^{n},}
其中後一個等式是在以x為不定元的多項式構成的線性空間中的線性算子 S 的定義式。并定義：
{\displaystyle T=S^{-1}=\left(\sum _{k=0}^{\infty }{c_{k} \over k!}D^{k}\right)^{-1}=\sum _{k=1}^{\infty }{a_{k} \over k!}D^{k}}
為 S 的逆算子，其中的係數 ak 是形式冪級數的逆係數。這樣得到
{\displaystyle Tp_{n}(x)=x^{n}.\,}
在影子演算的約定中，算子 T 一般被用來代表阿佩爾序列 {pn}，可以定義對數算子：
{\displaystyle \log T=\log \left(\sum _{k=0}^{\infty }{a_{k} \over k!}D^{k}\right)}
運用通常的 log(1 + x) 的冪級數展開表達式以及通常的複合形式冪級數定義後，可以得到：
{\displaystyle p_{n+1}(x)=(x-(\log T)')p_{n}(x).\,}
當阿佩爾序列是埃爾米特多項式的時候，這個關係式也可以變化為埃爾米特多項式的遞推公式。

## 外部連結
- MathWorld中的阿佩爾序列 （页面存档备份，存于）（英文）